# Cartouche de gaz

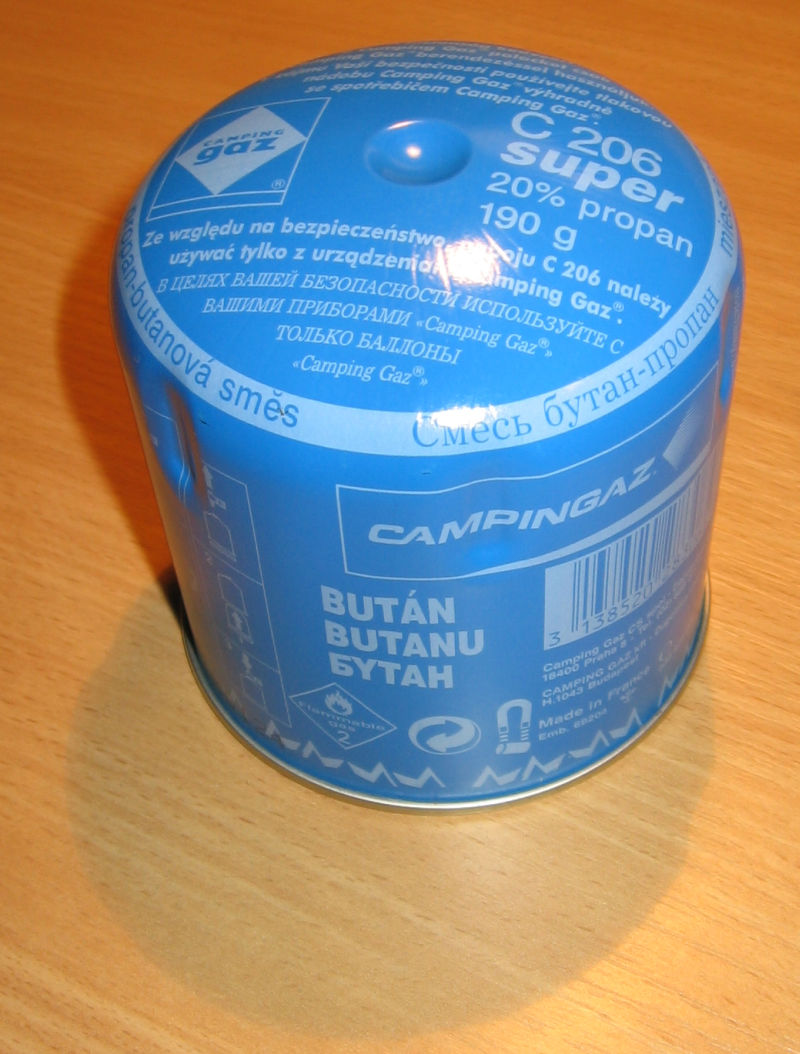
Cartouche de gaz à percer C206, de Campingaz.

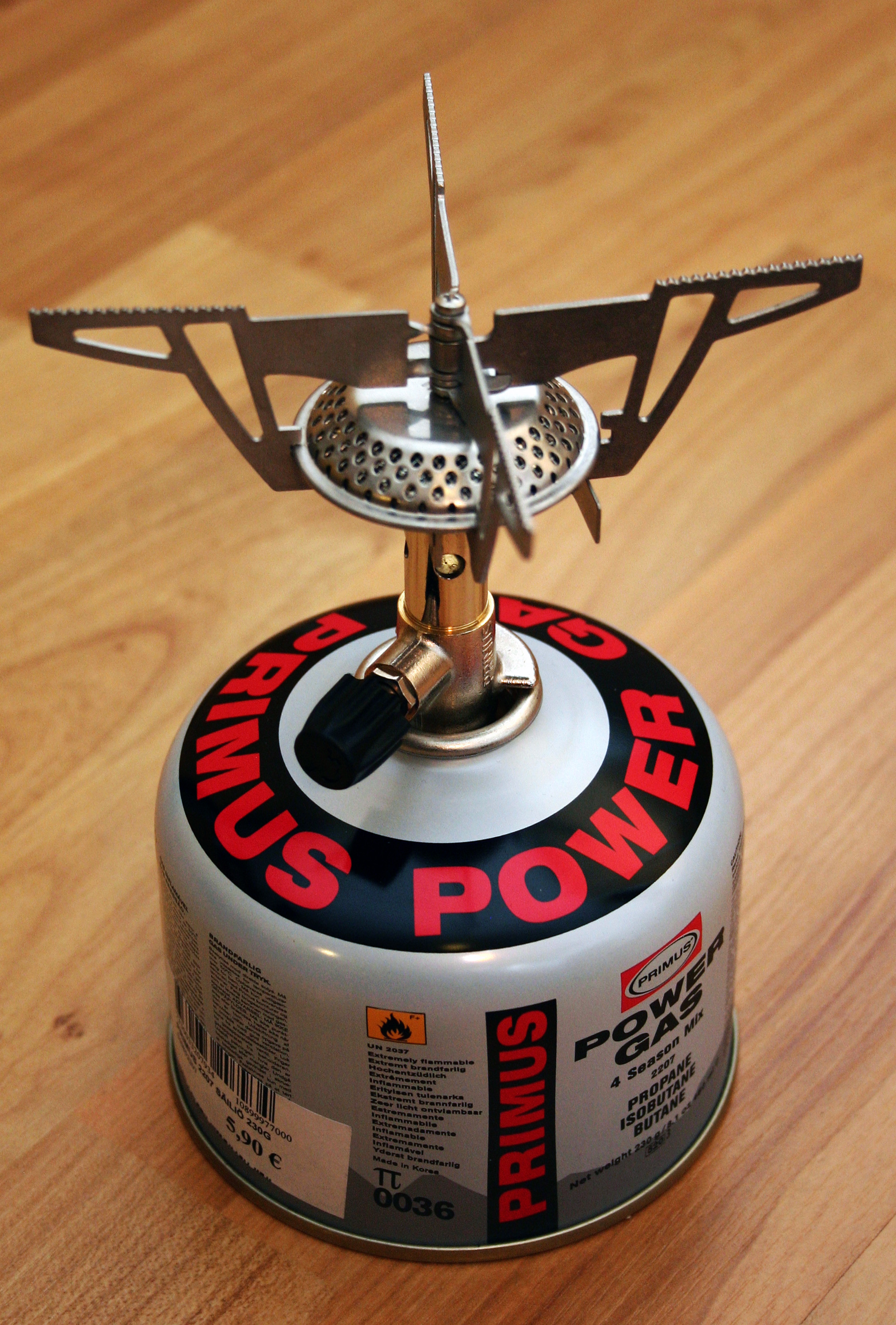
Réchaud Primus sur une cartouche à visser de 230 grammes.

Une cartouche de gaz est un petit récipient à parois minces (généralement) jetable qui contient du gaz liquéfié sous pression.  Afin d'être utilisable à basse température, elle contient généralement un mélange de butane et de propane qui sert à la cuisson ou à l'éclairage dans les activités de plein air (camping ou yachting). Elle peut aussi servir au bricolage (lampe à souder) ou au jardinage (désherbage thermique).
Il en existe plusieurs modèles :
Cartouche à percerpar exemple, la C206 de Campingaz qui contient 190 grammes de gaz.
Cartouche à vissermunie d'une valve, on peut la séparer du réchaud et la remonter à volonté (pas UNEF 7/16"×28).
Cartouche à baïonnetteà clipser, également munie d'une valve.